# HMS Guerriere (1806)
Le HMS Guerriere est une frégate en bois de cinquième rang de la Royal Navy, qui d'abord servit pour la marine impériale française sous le nom de Guerrière avant sa capture le 19 juillet 1806. Elle est devenue célèbre à la suite de la bataille qui l'opposa à la frégate américaine USS Constitution et qui vit sa capture durant la guerre anglo-américaine de 1812.